# Vít Kolář (1973)
Vít Kolář  (* 16. června 1973 Šumperk) je český novinář, diplomat a manažer, v letech 2019 až 2023 působil jako ředitel divize komunikace a korporátních vztahů České televize. Od listopadu 2023 se stal ředitelem odboru komunikace Kanceláře prezidenta republiky.

## Život
Pochází ze Šumperka, otec je novinář Vít Kolář. Je ženatý s podnikatelkou Olgou Kolářovou, se kterou má tři děti. V roce 1998 ukončil studium na Pedagogické fakultě Univerzity Karlovy v Praze.
V letech 1998–2003 byl zaměstnán ve zpravodajství České televize jako reportér zahraniční rubriky, editor pořadu „21“ a redaktor ekonomické rubriky. V období 2003–2006 pracoval na pozici ředitele tiskového odboru a tiskový mluvčí ministerstva zahraničních věcí ČR. Mezi lety 2006–2010 působil jako generální konzul České republiky v Austrálii. Poté se znovu vrátil na post mluvčího ministerstva zahraničí, kde působil od září 2010 do ledna 2013, kdy se stal manažerem kanceláře generálního ředitele České televize Petra Dvořáka.
V červenci roku 2014 převzal v České televizi vedení útvaru komunikace a vnějších vztahů jako jeho výkonný ředitel. Od ledna roku 2019 byl šéfem nové divize Korporátních vztahů, která zahrnovala právní úsek, výzkum (divácká data, sledovanost, analýzy), komunikaci, mezinárodní vztahy, obchod, bezpečnost a vnitřní služby ČT. Na konci srpna 2023 oznámil svůj odchod z České televize, a to v souvislosti s koncem působení generálního ředitele Petra Dvořáka a nástupem nového generálního ředitele Jana Součka na přelomu září a října 2023.
Od listopadu 2023 se stal novým ředitelem odboru komunikace Kanceláře prezidenta republiky. Nahradil tak Markétu Řehákovou a jeho úkolem bude stabilizace odboru a jeho doplnění o nového mluvčího či novou mluvčí.